# Thryptacodon
Thryptacodon és un gènere de mamífer extint de la família dels arctociònids que visqué durant el Paleocè i l'Eocè. Se n'han trobat restes fòssils als Estats Units i el Canadà.